# 대전외국어고등학교
대전외국어고등학교(大田外國語高等學校)는 대한민국 대전광역시 서구 내동에 있는 공립 외국어고등학교이다.

## 학교 연혁
- 1994년 9월 24일 : 7개과 10학급 남녀공학 총 30학급 설립 인가
- 1995년 3월 1일 : 초대 조성윤 교장 취임
- 1995년 3월 3일 : 제1회 입학식
- 1995년 12월 3일 : 도마동에서 전민동 신축 교사로 이전
- 1998년 2월 10일 : 제1회 졸업식(400명)
- 1998년 8월 15일 : 교훈탑 제막
- 2004년 3월 1일 : 내동 현 신축 교사로 이전
- 2010년 3월 20일 : 기숙사 개관식 (268명 수용가능)
- 2010년 4월 22일 : 학칙변경(10학급 250명 총 30학급)
- 2023년 9월 1일 : 제14대 이연충 교장 취임
- 2024년 1월 19일 : 제27회 졸업식(총 졸업생 수 7,940명)
- 2024년 3월 4일 : 제30회 입학식(258명)

## 설치 학과
- 영어과
- 독일어과
- 프랑스어과
- 중국어과
- 일본어과
- 러시아어과
- 스페인어과

## 참고 자료
- 대전외국어고등학교 - 한국교육학술정보원 학교알리미